# Médicos sem Fronteiras
Médicos sem Fronteiras (MSF, em francês:  Médecins sans Frontières) é uma organização internacional, não governamental e sem fins lucrativos que oferece ajuda médica e humanitária a populações em situações de emergência, em casos como conflitos armados, catástrofes, epidemias, fome e exclusão social. É a maior organização não governamental de ajuda humanitária do mundo, na área da saúde.
MSF proporciona também ações de longo prazo, na ajuda a refugiados, em casos de conflitos prolongados, instabilidade crônica ou após a ocorrência de catástrofes naturais ou provocadas pela ação humana. A organização foi criada com a ideia de que todas as pessoas têm direito a tratamento médico, e que essa necessidade é mais importante do que as fronteiras nacionais (com base na tese do direito de ingerência humanitária).
MSF recebeu o Nobel da Paz de 1999, como reconhecimento do seu combate em favor da ingerência humanitária. Atualmente, a organização atua em mais de 70 países e tem como presidente Joanne Liu. A Carta de MSF indica que as intervenções são realizadas em nome da ética médica universal, e não permite nenhuma discriminação de raça, religião, filosofia ou política.

## História
A organização foi criada em 1971 por jovens médicos e jornalistas franceses, liderados pelo médico francês Bernard Kouchner, que tinham ido a Biafra com a Cruz Vermelha para tentar ajudar a população. No grupo de fundadores estavam, entre outros:
| - Dr Marcel Delcourt, médico generalista - Dr Max Récamier, Otorrinolaringologista - Dr Gérard Pigeon, coronel médico do corpo de bombeiros - Dr Bernard Kouchner, médico e político | - Raymond Borel, jornalista da revista Tonus - Dr Jean Cabrol, cirurgião - Dr Vladan Radoman, cirurgião - Dr Jean-Michel Wild, cirurgião - Dr Pascal Greletty-Bosviel, médico generalista | - Dr Jacques Bérès, cirurgião ortopedista - Dr Gérard Illouz, cirurgião plástico - Philippe Bernier, jornalista da revista Tonus |

Ao retornarem à França, estimaram que a política de neutralidade e de reserva da Cruz Vermelha havia sido um erro, e que era necessário criar uma associação que aliasse ajuda humanitária e ações de sensibilização junto à mídia e às instituições políticas.
Em 1972, MSF fez sua primeira intervenção, na Nicarágua, após um terremoto que devastou o país. Hoje, mais de 36 mil profissionais de diferentes áreas e nacionalidades  trabalham com Médicos Sem Fronteiras em 72 países, principalmente do Terceiro mundo, assim como aqueles em estado de guerra. MSF frequentemente protesta  junto às Nações Unidas contra atrocidades cometidas contra comunidades sem representação oficial, como os povos da Chechénia e do Kosovo.
Durante a operação "Un bateau pour le  Vietnam " (Um barco para o Vietnã), em 1979, o fundador mais conhecido do público, Bernard Kouchner, defendeu a ideia de alugar um barco para que médicos e jornalistas pudessem presenciar e testemunhar as violações dos Direitos Humanos naquele país. Houve então uma violenta discussão com a direção da MSF, que considerou a operação mediatizada demais. O que se seguiu foi uma cisão do movimento e a criação da Médicos do Mundo, em 1980.
Desde 1999 a organização promove a Campanha de Acesso a Medicamentos Essenciais, visando chamar a atenção para doenças negligenciadas, como a malária, doença de Chagas e a doença do sono, que matam milhões de pessoas a cada ano. Além disso, a Campanha também visa proporcionar o acesso a medicamentos para tratamento da AIDS nos países mais atingidos.

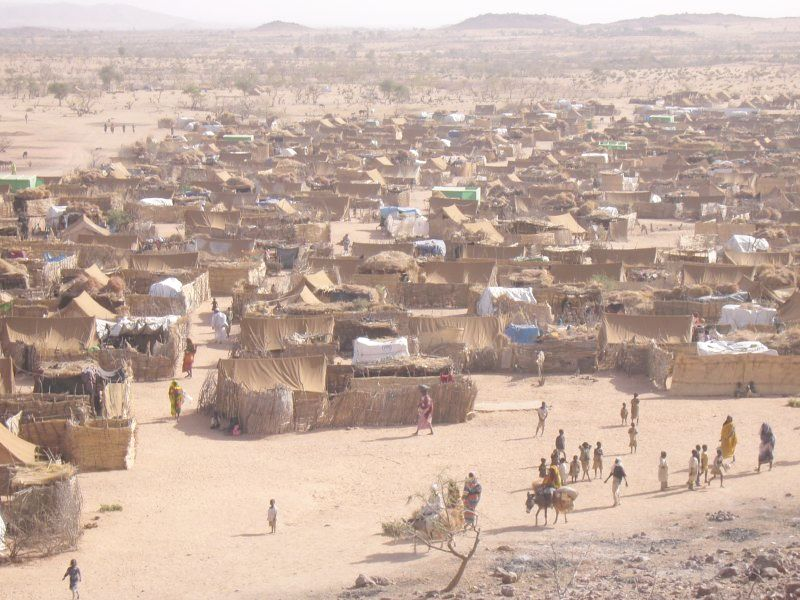
Chade. Campo de refugiados de Darfur.

Em 2008, a organização lançou a sua 11ª lista de conflitos esquecidos pela mídia - especialmente na Somália, no Sudão e na República Democrática do Congo - além de se manifestar sobre outros problemas médicos emergentes como a desnutrição infantil e a co-infecção HIV-TB. No Zimbábue, onde  atua desde 2000 e mantém mais de 219 profissionais trabalhando (dados de 2015), MSF abriu dezenas de Centros de Tratamento de Cólera. A doença, endêmica no campo, era rara em áreas rurais, mas já atinge a capital do país.
Em fevereiro de 2009, dois profissionais de MSF, Riaz Ahmad, de 24 anos, e Nasar Ali, de 27, foram mortos em Swat, no Paquistão, quando viajavam em ambulâncias. Um terceiro profissional ficou ferido.
Durante os ataques à faixa de Gaza em 2008-2009, MSF não obteve autorização para usar a passagem de Kerem Shalom, por onde passavam suprimentos, e teve que expor suas equipes a situações de risco, para atender a população de Gaza, conseguindo entregar 21 toneladas de suprimentos médicos  e um hospital móvel com duas salas de cirurgia e cuidados intensivos com dez leitos. Em 17 de janeiro de 2009, seis profissionais de MSF conseguiram entrar em Gaza.

## Estrutura
Organização é composta de profissionais recrutados para os projetos em campo e de um corpo de empregados permanente, sendo majoritariamente financiada por contribuições de pessoas físicas. Segundo dados do seu relatório de prestação de contas para 2015, 92% das contribuições eram individuais, 7% de instituições públicas e 1% de outras fontes. Naquele ano, 5,7 milhões de doadores tornaram o trabalho de MSF possível.
Sua assistência à saúde não é restritamente médica mas abrange ações nas áreas de nutrição, prevenção, formação de profissionais na área da saúde, água e saneamento, revitalização de hospitais e postos de saúde.
MSF é também cofundadora e financiadora da Iniciativa de Medicamentos para Doenças Negligenciadas (Drugs for Neglected Diseases Initiative - DNDi), organização internacional não governamental com fins científicos que, no Brasil, atua na pesquisa e desenvolvimento de medicamentos para malária e doença de Chagas.
Em 31 de dezembro de 2011, havia 6.573 pessoas trabalhando na organização, sendo:
- 409 trabalhadores permanentes, nas sedes;
- 601 expatriados;
- 5 563 empregados nacionais.

Depois de operar durante os últimos dois anos com superávit, MSF fechou o ano de 2011 com um déficit de 9,3 milhões de euros. MSF arrecadou 221,2 milhões e teve despesas da ordem de 230 milhões de euros. Para cada 100 euros gastos em 2011, 89,9 euros foram destinados a missões sociais; 4,6 euros destinaram-se à busca de fundos e 5,5 euros para o funcionamento da própria estrutura.